# James Short (mathématicien)
Pour les articles homonymes, voir James Short.
James Short (21 juin 1710 - 15 juin 1768) est un mathématicien, opticien et un constructeur de télescopes britannique.

## Biographie

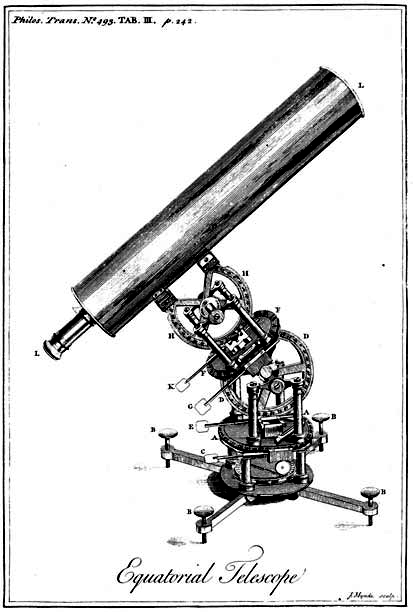
Télescope de James Short

Né à Édimbourg en 1710 et au début élevé pour être ecclésiastique à la Royal High School, James Short attire rapidement l'attention de Maclaurin, professeur de mathématiques à l'université, où autour de 1732 il lui demande la permission d'utiliser les locaux du collège pour expérimenter la construction de télescopes.
Les premiers télescopes de Short ont des miroirs en verre, sur la suggestion de James Gregory, mais plus tard il utilise uniquement des miroirs métalliques, et il a réussi à leur donner la forme parabolique. Rapidement il a fait sa profession de la construction de télescopes, activité qu'il pratiquée d'abord à Édimbourg et ensuite à Londres.
Tous les télescopes de Short ont la forme définie par James Gregory, et quelques-uns d'entre eux ont aujourd'hui encore leur poli original et leur haute définition.
En 1736, la reine Caroline lui demande d'enseigner les mathématiques à son second fils, William.
En 1758, Short a été élu membre étranger de l'Académie royale des sciences de Suède.
Short est mort à Londres en 1768, après avoir amassé une fortune considérable grâce à sa profession.

## Honneur
L'astéroïde (5627) Short porte son nom.